# کرسی، سافک
کرسی (به انگلیسی: Kersey) یک روستا و محله مدنی در بریتانیا است که در Babergh واقع شده‌است. کرسی ۳۵۹ نفر جمعیت دارد.